# Pseuderesia cornucopiae
Pseuderesia cornucopiae is een vlinder uit de familie van de Lycaenidae. De wetenschappelijke naam van de soort is voor het eerst geldig gepubliceerd in 1892 door Holland.